# Le Petit-Quevilly
Le Petit-Quevilly é uma comuna francesa na região administrativa da Normandia, no departamento de Sena Marítimo. Estende-se por uma área de 4,35 km². Em 2010 a comuna tinha 22 561 habitantes (densidade: 5 186,4 hab./km²).195 hab/km².